# Denílson (football, 1943)
Pour les articles homonymes, voir Denílson.
Denílson Custódio Machado, né le 28 mars 1943 à Campos dos Goytacazes (Brésil) et mort le 1er octobre 2024 à Rio de Janeiro, est un joueur de football international brésilien, qui joue au poste de milieu de terrain, avant de devenir ensuite entraîneur.

## Biographie

### Carrière de joueur

#### Carrière en club
Avec le club de Fluminense, il remporte un championnat du Brésil, et 4 championnats de Rio de Janeiro.

#### Carrière en sélection
Avec l'équipe du Brésil, il joue 9 matchs et inscrit un but entre 1966 et 1968. 
Il figure dans le groupe des sélectionnés lors de la Coupe du monde de 1966. Lors du mondial organisé en Angleterre, il joue deux matchs  : contre la Bulgarie et le Portugal.

## Palmarès
Fluminense
- Championnat du Brésil (1) :
  - Champion : 1970.

- Championnat de Rio de Janeiro (4) :
  - Champion : 1964, 1969, 1971, 1973.